# آرثر كينغ (لاعب كرة قدم)
آرثر كينغ (بالإنجليزية: Arthur King)‏ هو لاعب كرة قدم بريطاني (وحمل سابقاً جنسية المملكة المتحدة لبريطانيا العظمى وأيرلندا) في مركز حراسة المرمى، ولد في 6 أغسطس 1887 في المملكة المتحدة. لعب مع توتنهام هوتسبير ونادي أبردين ونادي دمبرتون وBelfast Celtic F.C. ‏.